# Tyler Dietrich
Tyler Dietrich (* 2. Juli 1984 in Vancouver, British Columbia) ist ein kanadischer Eishockeytrainer. Er war bis August 2016 Cheftrainer von Alba Volán Székesfehérvár in der EBEL und ist seitdem für den kanadischen Verband tätig.

## Karriere
Dietrich spielte für verschiedene Mannschaften in den kanadischen Juniorenligen WHL und BCHL, ehe er 2005 an die University of British Columbia in die kanadische College-Liga CIS wechselte. Nach einer Saison zog er an die University of New Brunswick weiter und beendete nach der Spielzeit 2009/10, während der er für die Mannschaft der St. Thomas University auflief, seine Spielerlaufbahn. Während seiner Karriere war er immer wieder von Verletzungen behindert worden.
Seine ersten Sporen als Trainer verdiente sich Dietrich im Jugendbereich in Kanada, als er während der Saison 2010/11 die Hollyburn Huskies betreute. 2011 nahm er das Angebot des ungarischen Vereins Alba Volán Székesfehérvár an und war in den folgenden Jahren in der Nachwuchsarbeit des Klubs tätig. In der Saison 2015/16 fungierte er dann als Cheftrainer der zweiten Herrenmannschaft des Vereins in der MOL Liga, ehe er im April 2016 zum Cheftrainer von Székesfehérvárs erster Mannschaft, die in der Österreichischen Eishockey Liga (EBEL) spielt, befördert wurde. Im August desselben Jahres bat er während der Vorbereitung auf die Saison 2016/17 um die Aufhebung seines Vertrages. Diesem Wunsch wurde entsprochen, sein Nachfolger wurde Benoit Laporte. Anschließend war Dietrich in unterschiedlichen Funktionen für den kanadischen Eishockeyverband tätig, unter anderem als Verantwortlicher für Gegner-Videovorbereitung in der Herrennationalmannschaft während des Deutschland Cups 2016 und als Manager der Juniorennationalmannschaft. Im Dezember 2017 trug er als Mitglied des Trainerstabes zum Gewinn der kanadischen Auswahl beim Spengler-Cup bei.